# Pekarczyk czakoański
Pekarczyk czakoański (Parachoerus wagneri) – gatunek ssaka z rodziny pekariowatych (Tayassuidae), jedyny przedstawiciel rodzaju pekarczyk (Catagonus). Występuje w Paragwaju, Boliwii i Argentynie. Charakteryzuje się dłuższymi uszami, nosem i ogonem od pozostałych gatunków pekari, jest też z nich największy. Żyje w stadach liczących do 10 osobników. Żywi się głównie kaktusami, gdyż występuje w regionie suchym. Po raz pierwszy został opisany na podstawie skamieniałości w 1930. Uważano go za gatunek wymarły. Jest zagrożony wyginięciem w wyniku utraty naturalnych siedlisk.